# Watujaya
Watujaya is een bestuurslaag in het regentschap Brebes van de provincie Midden-Java, Indonesië. Watujaya telt 1157 inwoners (volkstelling 2010).